# Maksim Spiridonow
Maksim Władimirowicz Spiridonow, ros. Максим Владимирович Спиридонов (ur. 7 kwietnia 1978 w Moskwie) – rosyjski hokeista, reprezentant Rosji. Działacz i trener hokejowy.

## Kariera
- CSKA 2 Moskwa (1994-1995)
- Smiths Falls Bears (1995-1996)
- London Knights (1996-1998)
- Grand Rapids Griffins (1998-1999)
- Springfield Falcons (1999)
- Tallahassee Tiger Sharks (1999-2000)
- Hamilton Bulldogs (2000-2001)
- Saławat Jułajew Ufa (2001-2002)
- Amur Chabarowsk (2002-2004)
  -  Łokomotiw Jarosław (2003)
- Siewierstal Czerepowiec (2004-2005)
- Dinamo Moskwa (2005-2006)
- Torpedo Niżny Nowogród (2006-2007)
- Mietałłurg Nowokuźnieck (2007-2008)
- EHC Basel (2007-2008)
- Barys Astana (2008-2010)
- Dynama Mińsk (2010–2011)
- Mietałłurg Magnitogorsk (2011)
- Ak Bars Kazań (2011-2012)
- Barys Astana (2012-2013)
- Torpedo Niżny Nowogród (2013-2014)

Wychowanek CSKA Moskwa. Na początku kariery grał w Ameryce Północnej w rozgrywkach AHL, OHL, ECHL, IHL. W tym czasie w drafcie NHL z 1998 został wybrany przez Edmonton Oilers. Od 2001 występował w klubach rosyjskich. Od listopada 2011 zawodnik Ak Barsu Kazań. Od lipca 2012 po raz drugi w karierze zawodnik kazachskiego klubu Barys Astana. W listopadzie 2013 zwolniony z klubu. Od 19 grudnia 2013 do 4 stycznia 2014 ponownie zawodnik Torpedo Niżny Nowogród.
W połowie 2015 został zastępcą dyrektora sportowego Davida Nemirovsky’ego w klubie Admirał Władywostok. Później został asystentem trenera Alaksandra Andryjeuskiego. We wrześniu 2018 wszedł do sztabu trenerskiego Sibiru Nowosybirsk. Od początku listopada do końca grudnia 2019 był trenerem w sztabie HK Soczi.

## Sukcesy
Klubowe
- Bumbacco Trophy: 1998 z London Knights
- Złoty medal wyższej ligi: 2007 z Torpedo Niżny Nowogród
- Awans do Superligi: 2007 z Torpedo Niżny Nowogród

Indywidualne
- Superliga rosyjska w hokeju na lodzie (2002/2003): pierwsze miejsce w klasyfikacji strzelców w sezonie zasadniczym: 21 goli
- OHL 1997/1998: Jim Mahon Memorial Trophy – pierwsze miejsce w klasyfikacji kanadyjskiej wśród prawoskrzydłowych w sezonie zasadniczym OHL: 98 punktów